# رجائي عطية
محمد رجائي عطية عبده (6 أغسطس 1938 بشبين الكوم في محافظة المنوفية - 26 مارس 2022) محام مصري ترأس منذ 15 مارس 2020 نقابة المحامين المصرية خلفًا لسامح عاشور. وهو نجل المحامي عطية عبده. توفي عقب تواجده في قاعة محكمة إمبابة للدفاع عن 9 محامين آخرين بتهم تعود لعام 2015 وسقط مغشيا عليه اثر سكته قلبيه داخل المحكمة ثم قررت المحكمة تأجيل الجلسة واحضار سيارة الاسعاف لاسعافه الا ان توافه الله في الحال وسمي بالنقيب الشهيد لانه مات وهو يباشر عمله بالدفاع عن الزملاء المحامين المتهمين .

## التعليم
نال درجة ليسانس الحقوق من جامعة القاهرة سنة 1959م، وباشر العمل بالمحاماة من تاريخ 19 أغسطس 1959.

## أشهر القضايا
||
- قضية التكفير والهجرة 1977
- قضية المهندس إبراهيم شكري وجريدة الشعب مع وزير الداخلية 1979
- قضية اغتيال الرئيس السادات 1981[2][3]
- قضية عصمت السادات 1983 - 1989
- قضية الأستاذ أحمد بهاء الدين مع الأستاذ أحمد زين 1983
- قضية البنوك الكبرى 1985
- قضية الصناعة الكبرى 1986
- قضية العملات 1986
- قضية العصفورة - جريدة الوفد 1987
- قضية مستشفى السلام 1990

||
- قضية الهدى مصر 1991
- قضية محافظ المنوفية يحيى حسن 1992
- قضية الذرة الصفراء 1992
- قضية هيئة المواصلات 1992
- قضية القومية للأسمنت 1992
- قضية جريدة [4]الشرق الأوسط 1997
- قضية نواب القروض 1997
- قضية الأستاذ محمد حسنين هيكل عن كتاب خريف الغضب 1997
- قضية وزير الأوقاف وجريدة النبأ 1998
- قضية النقابيين 1999 - 2000

||
- قضية مصطفى مشهور وحماية الوحدة الوطنية 2000
- قضية الكشح الأولى 2000
- قضية كلية طب القصر العيني 2001
- قضية الرشوة الكبرى - الخبراء 2001
- قضية المالية والجمارك الكبرى 2002
- قضية التعرض للإمام الأكبر شيخ الأزهر 2002
- قضية وزارة الري والميكانيكا 2003
- قضية المبيدات الحشرية 2003
- قضية احتكار الأسمنت 2008
- قضية شهداء مباراة الناديين الأهلي والمصري ببورسعيد 2012

|}

## المساهمات العامة
- عضو مجلس الشورى بالتعيين.
- عضو مجمع البحوث الإسلامية.
- عضو المجلس الأعلى للشؤون الإسلامية.
- عضو اتحاد الكتاب.
- خبير بالمجالس القومية المتخصصة.
- عضو المجلس المصري للشؤون الخارجية.
- خاض انتخابات نقابة المحامين لدورتين واللتان فاز فيهما سامح عاشور.
- نقيب المحامين المصريين منذ 15 مارس 2020 حتى وفاته.

## وفاته
توفي في 26 مارس 2022، حيث سقط مغشيًّا عليه خلال وجوده في قاعة محكمة جنايات إمبابة بالجيزة استعدادًا لترأس فريق الدفاع عن تسعة محامين أحالتهم النيابة العامة في فبراير 2022 لمحكمة الجنايات بتهم: «التجمهر، وتعطيل دائرة جنح مستأنف أوسيم عن العمل»، وذلك بعد مشادة مع قاض عام 2015.

## مؤلفاته
- أوراق، المركز المصري لللأبحاث والإعلام 1997
- من هدي النبوة وفي مدرسة الإسلام، المركز المصري لللأبحاث والإعلام 1997
- من هدي القرآن وذلك الكتاب لا ريب فيه، المركز المصري لللأبحاث والإعلام 1998
- بشاير، المركز المصري لللأبحاث والإعلام 2000
- باسمك اللهم، المركز المصري لللأبحاث والإعلام 2000
- بسم الله، المركز المصري لللأبحاث والإعلام 2000
- نواب القروض، المركز المصري لللأبحاث والإعلام 2001
- يا رب، المركز المصري لللأبحاث والإعلام 2001
- قضية النقابيين، المركز المصري لللأبحاث والإعلام 2001

||
- أبو ذر الغفاري، روز اليوسف، هيئة المصرية العامة للكتاب، 2002، 2005
- قضية الجمارك الكبرى، المركز المصري لللأبحاث والإعلام، 2002
- مواقف ومشاهد إسلامية، دار الهلال، 2002
- ماذا أقول لكم، دار الشروق، 2003
- عالمية الإسلام، مركز الأهرام للترجمة والنشر، 2003
- إبحار في هموم الوطن والحياة، دار الشروق 2004
- الإنسان العاقل وزاده الخيال، دار الشروق، 2004
- السيرة النبوية في رحاب التنزيل، خمس مجلدات، المكتب المصري الحديث
- الإنسان والكون والحياة، كتاب الهلال، أكتوبر 2005

||
- تأملات غائرة، دار الشروق، 2006
- الأديان والزمن والناس، كتاب الهلال، سبتمبر 2006
- شجون وطنية، المكتب المصري الحديث، 2006
- الهجرة إلى الوطن، كتاب الهلال، نوفمبر 2007
- رسالة المحاماة، دار الشروق، 2008
- في آلة حدة والجماعة والوطنية، المكتب المصري الحديث، 2008
- في رياض الفكر، دار الهلال، 2008
- بين شجون الوطن وعطر الأحباب، المكتب المصري الحديث، 2008
- من تراب الطريق، المكتب المصري الحديث، 2008
- عبقرية إنكار الذات، أبو عبيدة بن الجراح

|}

## من الكتابات الدرامية للتلفزيون
- رجل المال لتوفيق الحكيم (سيناريو وحوار)
- امرأة مسكينة ليحيى حقي (سناريو وحوار)
- صمت جاك فارجيون لبول بورجيه (سناريو وحوار)

## وصلات خارجية
- الموقع الشخصي